# Over Rankeilour House

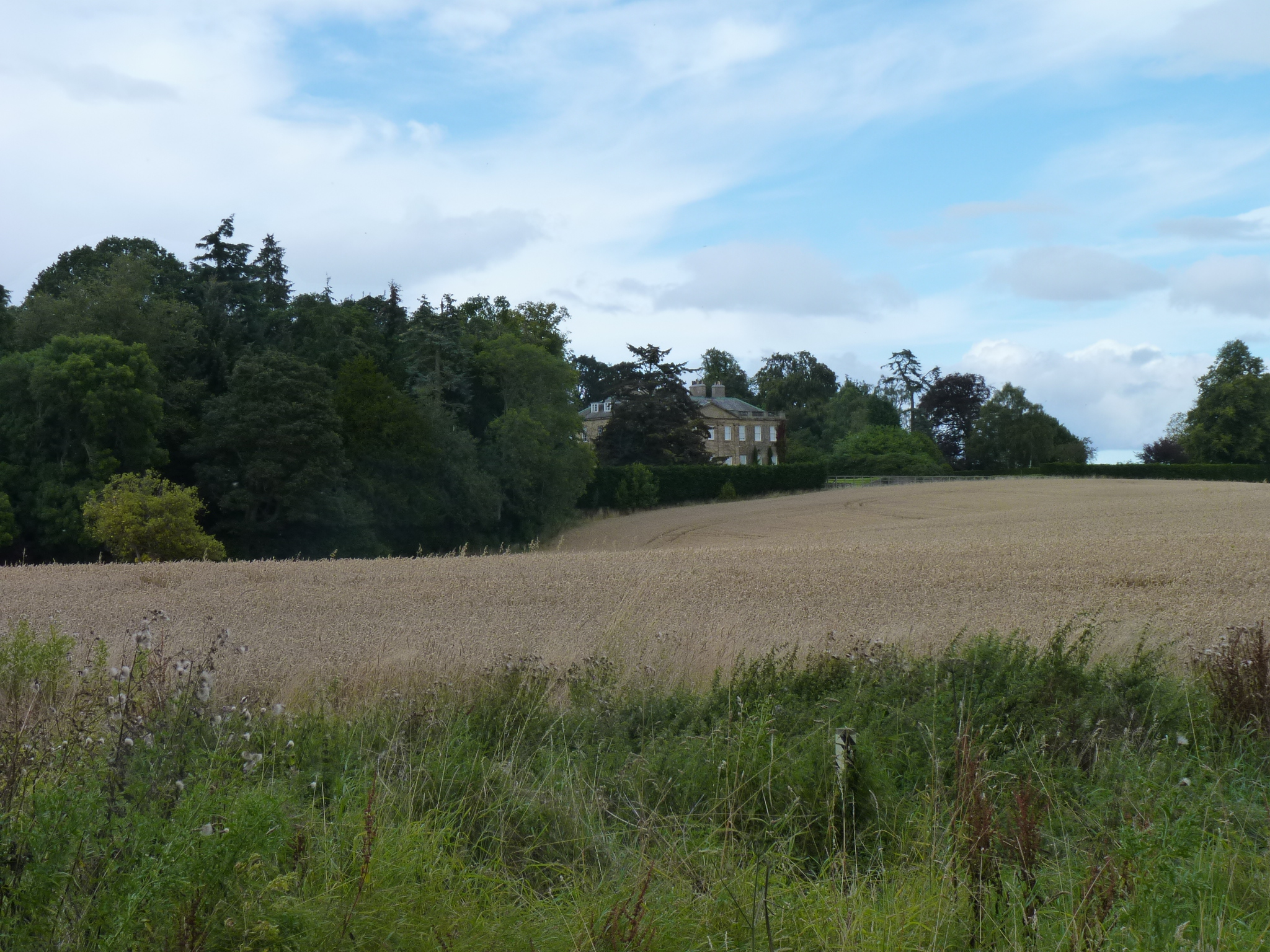
Over Rankeilour House

Over Rankeilour House ist ein Herrenhaus nahe der schottischen Ortschaft Bow of Fife in der Council Area Fife. 1984 wurde das Bauwerk als Einzeldenkmal in die schottischen Denkmallisten in der höchsten Denkmalkategorie A aufgenommen. Des Weiteren bildet es zusammen mit verschiedenen Außengebäuden ein Denkmalensemble der Kategorie A.

## Beschreibung
Over Rankeilour House wurde zwischen 1796 und 1800 erbaut. Der Edinburgher Architekt James MacLeran leistete die Planung, verstarb jedoch noch vor Baubeginn. Die Arbeiten leitete aus diesem Grund der Architekt Alexander Laing.
Das Herrenhaus steht isoliert rund 800 m nordöstlich von Bow of Fife. Das zweistöckige Gebäude ist klassizistisch ausgestaltet. Seine südexponierte Hauptfassade ist neun Achsen weit. Ursprünglich befand sich dort das Eingangsportal, das jedoch zwischenzeitlich an die Ostseite verlegt wurde. An der Position des ehemaligen Portals befindet sich heute ein Fenster. Die Fenster sind bekrönt. Kolossale ionische Pilaster ziehen sich entlang des Mittelrisaliten bis unter den abschließenden Dreiecksgiebel. Das schiefergedeckte Plattformdach verläuft hinter einer Steinbalustrade. Das heutige Hauptportal an der vier Achsen weiten Ostseite schließt mit einem segmentbogigen Kämpferfenster. Entlang der Fassaden sind vornehmlich zwölfteilige Sprossenfenster verbaut. An der Nordseite schließt sich ein Bedienstetenflügel an.